# Carillon national d'Australie

Carillon national

Le Carillon national est un grand carillon situé sur l'île Queen Elizabeth II dans le lac Burley Griffin à Canberra la capitale fédérale de l'Australie. Il est placé sous la responsabilité de la National Capital Authority, une émanation du gouvernement fédéral australien.

## Histoire

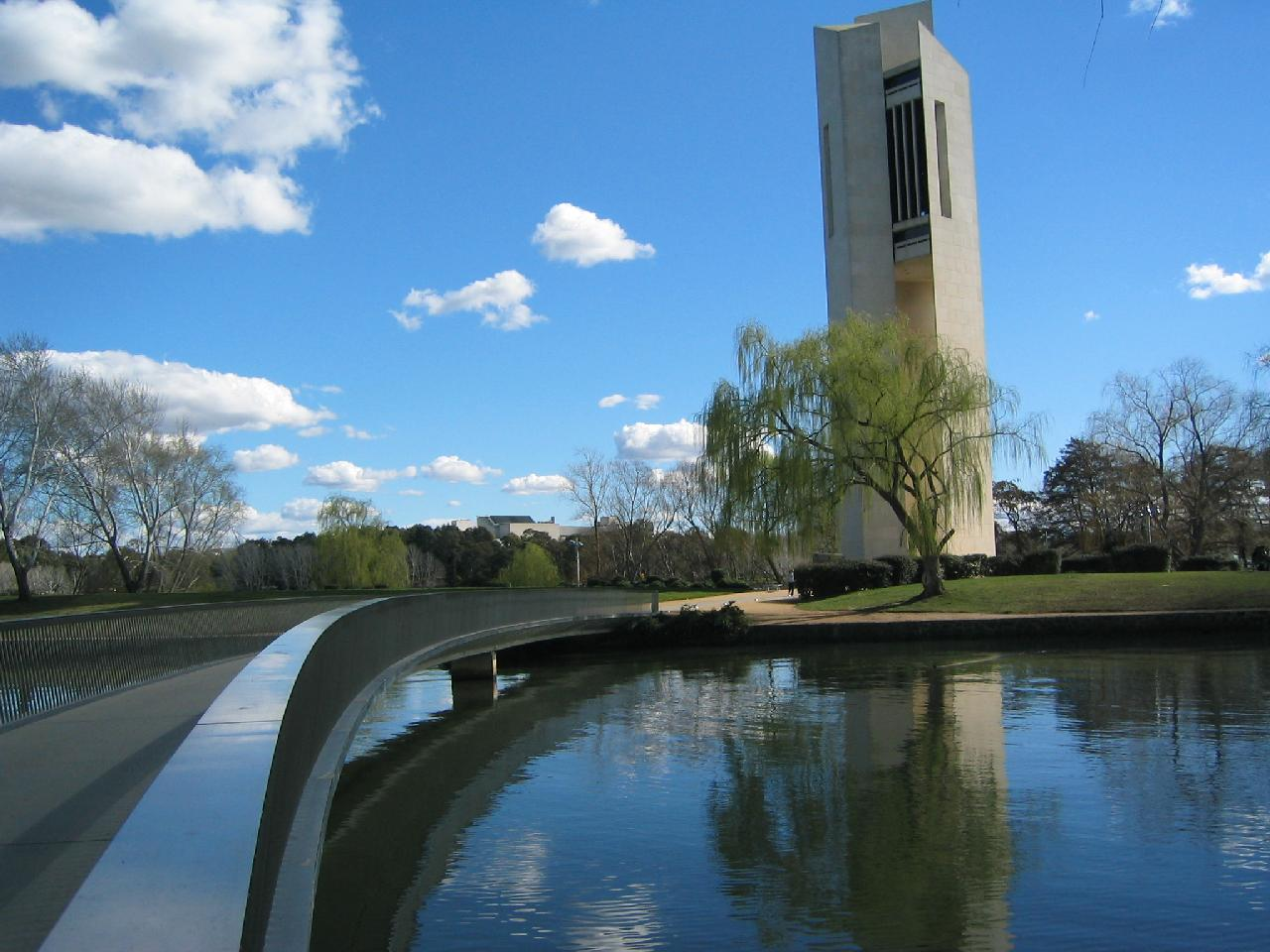
Le Carillon sur Aspen Island.

Le carillon est un cadeau du gouvernement britannique au peuple australien pour célébrer le cinquantième anniversaire de la création de Canberra. La reine Élisabeth II a inauguré officiellement le carillon le 26 avril 1970. La tour de 50 mètres qui abrite le carillon proprement dit a été conçue par les architectes Cameron, Chisholm & Nicol.
En 2004, la partie supérieure de la tour a été rénovée et au-dessus de la salle des cloches a été construite une petite salle à manger avec une cuisine et des rangements qui peuvent être loués.

## Caractéristiques

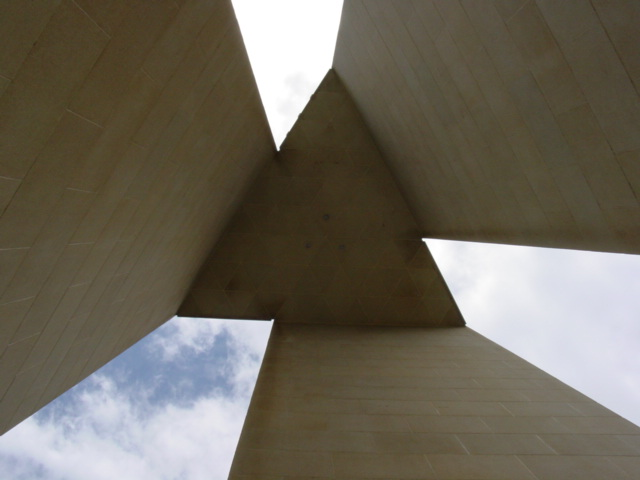
Les pylones

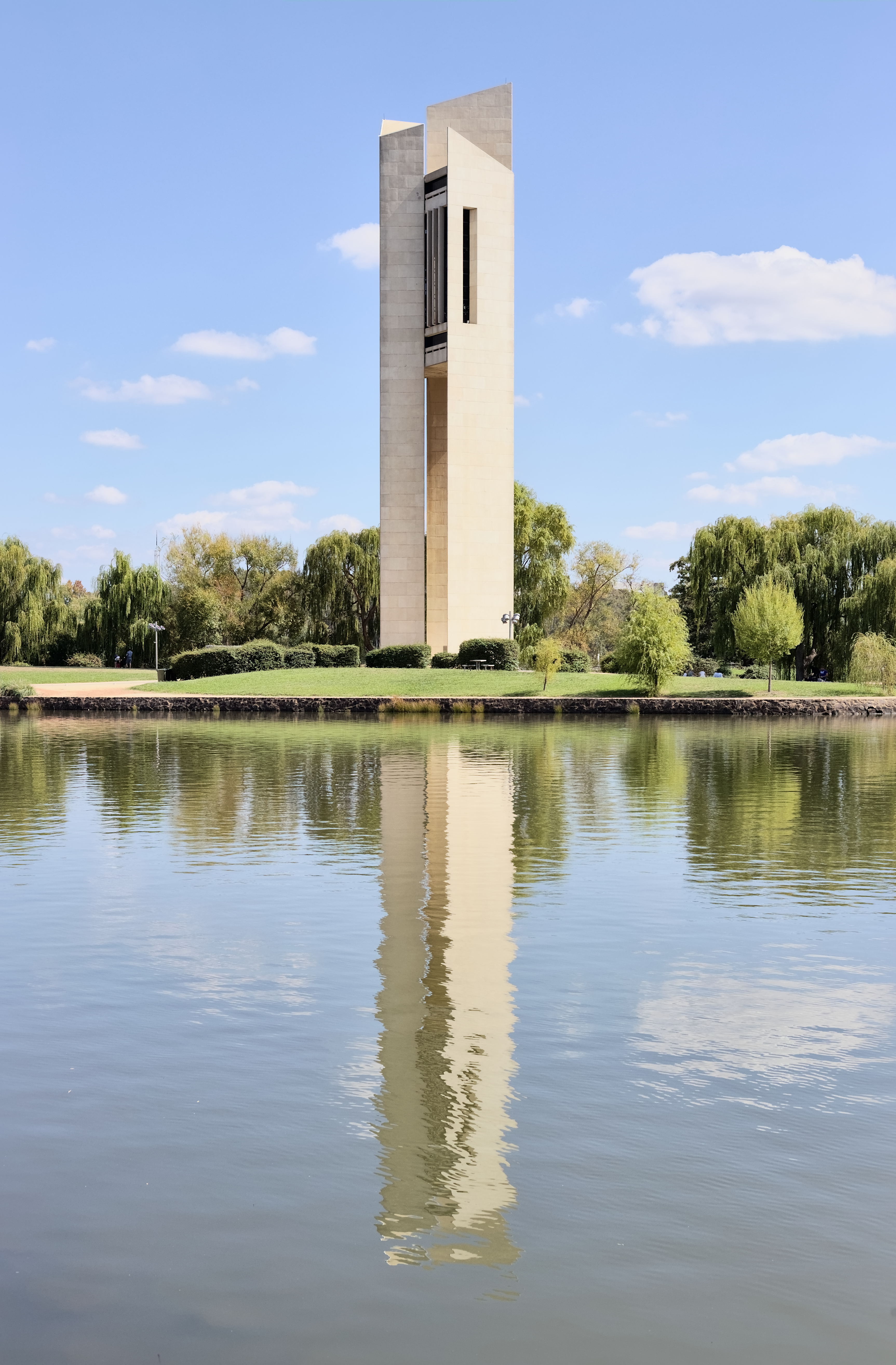
Le carillon, se reflétant dans le lac Burley Griffin

Le carillon dispose actuellement de 55 cloches chacune d'elles pesant entre sept kg et six tonnes. Les cloches couvrent quatre octaves et demie dans l'échelle chromatique.
La salle est faite de plaques de béton blanc reposant sur un plancher de pavés hexagonaux. Le carillon est illuminé la nuit.